# Liste der Wappen in der Provinz Viterbo
Die Liste der Wappen in der Provinz Viterbo beinhaltet alle in der Wikipedia gelisteten Wappen der Orte in der Provinz Viterbo in der Region Latium in Italien. In dieser Liste werden die Wappen mit dem Gemeindelink angezeigt.

## Wappen der Provinz Viterbo

Provinz Viterbo
Lage der Provinz Viterbo in Italien

## Wappen der Gemeinden der Provinz Viterbo

Acquapendente
Arlena di Castro
Bagnoregio Auf rotem Schild ein goldener, zweistöckiger Turm; rechts am Turm ein aufrechter goldener Löwe, links gekreuzte Schlüssel, unten ein grüner Drache.
Barbarano Romano
Bassano Romano
Bassano in Teverina
Blera
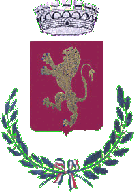
Bomarzo
Canepina Auf rotem Schild eine goldene Krone und zwei gekreuzte, grüne Palmzweige. Beides weist auf das Martyrium der Ortsheiligen Santa Corona hin. Die Krone als redendes Wappen (Corona = Krone), die Palmzweige als Erinnerung an das Martyrium. Corona soll zwischen zwei Palmen gespannt und so zerrissen worden sein.
Canino
Capodimonte
Capranica
Caprarola Auf blauem Schild zwei aufrechte Ziegen mit einer Lilie. Es handelt sich um ein redendes Wappen, da sich Caprarola von der italienischen Bezeichnung für Ziegenstall herleitet. Die Lilie entstammt dem Wappen der Farnese, die den Ort im 16. Jahrhundert ausbauten.
Carbognano
Castel Sant’Elia
Castiglione in Teverina
Celleno
Cellere
Civitella d’Agliano
Corchiano
Fabrica di Roma
Faleria
Farnese Auf rotem Schild eine grüne Eiche (Farnia) flankiert von zwei goldenen Lilien aus dem Wappen der Adelsfamilie Farnese.
Gallese
Gradoli
Graffignano Das Wappen zeigt den Schutzpatron des Ortes, den Heiligen Martin, wie er den Mantel mit dem Bettler teilt.
Grotte di Castro Auf blauem Schild unten ein grüner Berg mit einer Grotte (redendes Wappen), darüber drei goldene Lilien aus dem Wappen der Farnese, einst Herzöge von Castro.
Ischia di Castro Drei goldene Lilien auf blauem Schild als Abwandlung des Familienwappens der Farnese, einst Herzöge von Castro.
Latera
Lubriano
Marta Das Wappen zeigt die Heilige Marta, die dem Ort auch ihren Namen gegeben hat.
Montalto di Castro
Monte Romano
Monterosi
Nepi Das Wappen zeigt einen Turm mit drei Spitzen, an dessen Basis sich eine grüne Schlange windet. Sie soll die Wasserschlange Nepa darstellen, die die Etrusker Nepis, nach einer Legende, als Gottheit verehrt haben sollen.
Onano
Orte
Piansano
Proceno
Ronciglione
San Lorenzo Nuovo
Sutri Das Wappen stellt Saturnus, den legendären Gründer der Stadt, als König zu Pferd dar. In der Hand hält er ein Ährenbüschel, als Zeichen der Fruchtbarkeit des Gemeindegebiets.
Tessennano
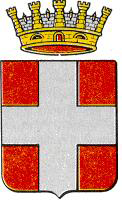
Tuscania
Valentano
Vallerano
Vasanello
Vejano
Vetralla
Vignanello
Villa San Giovanni in Tuscia
Vitorchiano